# Erythrina perrieri
Erythrina perrieri là một loài rau đậu thuộc họ Fabaceae. Loài này chỉ có ở Madagascar.